# Гераскевич, Николай Петрович
Николай Петрович Гераскевич — советский хозяйственный, государственный и политический деятель.

## Биография
Родился в 1935 году. Член КПСС.
С 1958 года — на хозяйственной, общественной и политической работе. В 1958—1995 гг. — водитель, тракторист, механизатор-свекловод, звеньевой механизированного звена Камышенского отделения, звеньевой объединённого механизированного объединения Раздольного отделения совхоза «Алтайский» Смоленского района Алтайского края.
За обеспечение устойчивого роста производства сахарной свёклы, картофеля, овощных, технических и других с/х культур на основе внедрения прогрессивных технологий и повышения производительности труда был в составе коллектива удостоен Государственной премии СССР за выдающиеся достижения в труде 1984 года.
Умер в 2015 году.